# Baertsoen-Buysse
Baertsoen-Buysse ook gekend als Etablissements Baertsoen et Buysse is een voormalige textielfabriek gelegen op de Dendermondsesteenweg te Sint-Amandsberg.  De fabriek was actief van 1874 tot haar faillissement in 1964 en had op haar hoogtepunt 2500 werknemers.

## Geschiedenis

### Oprichting
De textielfabriek Baertsoen-Buysse werd in 1869 opgericht door twee vennoten. Een van hen was textielbaron Augustin Buysse (Nevele, 1832-Gent, 1920), oom van de schrijver Cyriel Buysse en van Vlaamse kunstschilder Georges Buysse. De tweede vennoot was Alfred Baertsoen (Gent,1839- Gent,1904), vader van de Belgische schilder Albert Baertsoen.  Deze vennoten richtten ook in Waarschoot een textielfabriek op onder de naam Société Anonyme de Waerschoot. De burelen van deze fabriek bevonden zich op het terrein van de fabriek aan de Dampoort.

### Hoogtepunt
Tijdens het hoogtepunt van de fabriek in het eerste deel van de 20ste eeuw produceerde de fabriek tot wel 4,2 miljoen kg. stoffen per jaar. Er werden vooral hoeslakens, voeringen, fluweel, gordijnen, handdoeken en stoffen voor matrassen geproduceerd. De 2500 werknemers die op het hoogtepunt in de fabriek werkten, woonden dicht bij de fabriek in arbeidersbeluiken. Een van de bekendste beluiken rond de fabriek was de ‘tsiepkensdreef’. Dit beluik werd na de sluiting van de fabriek in 1973 afgebroken en vervangen door sociale woningen.

### Sluiting en nieuwe gebruik terrein
Door het verval van de textielindustrie werd de fabriek in de jaren 1960 zoals vele andere textielfabrieken gedwongen tot een sluiting.  Het terrein werd te koop aan geboden en opgesplitst. De Gentse Maatschappij voor de Huisvesting kocht in 1964 het Gentse deel van de textielfabriek en sloopte dit deel van het gebouw enkele jaren later. De bedoeling was om hier sociale woningen te bouwen. De toenmalige regering had echter een nieuw plan waarin de Dampoort ontlast zou worden door via de Dendermondsesteenweg een doorgangsweg te bouwen naar de Veemarkt. In de jaren 1980 werd dit plan opgegeven en mochten er dan toch sociale woningen gebouwd worden.  In de tussenjaren nam de natuur het leegstaande terrein over, de voormalige fabriek groeide uit tot een wildernis en een speelterrein voor de lokale jeugd.  Wanneer het stadsbestuur in 1984 echter besefte dat er niet genoeg geld meer was om het volledige terrein te bebouwen kwam het tot een akkoord met NV Siklos Invest. Deze organisatie was van plan om hier een winkelruimte van 7000 vierkante meter op te richten. De rest van het terrein werd bebouwd met sociale woningen door de Gentse Maatschappij voor de Huisvesting.
Enkele andere gebouwen in de Ververijstraat, een kleine zijstraat die aansluit aan het terrein vanop de Dendermondsesteenweg, werden gerenoveerd en worden vandaag gebruikt als feestzaal en als vestiging van Oxfam. Het oude station van de fabriek werd na de sluiting overgenomen door metaalverwerkingsbedrijf Malmar. Wanneer Malmar in 1997 verhuisde naar de Gentse Kanaalzone werd de site verlaten. Omdat de site langzaamaan een oord werd voor drugsverslaafden en krakers werden de hangars in 2003 door het stadsbestuur gesloopt. Er werd een nieuw buurtpark aangelegd. Het stadsbestuur heeft ervoor gekozen om de herinnering aan de textielfabriek via het park levend te houden. In het park kan men nog een deel van het oude stationsgebouw zien, ook werden er silhouetten van arbeiders geplaatst die verwijzen naar het verleden van het terrein.
In 2022 namen 3 cohousinggroepen en een Wijkgezondheidscentrum hun intrek in nieuwe gebouwen binnen de muren van een deel van de oude fabriek.